# Les Éléments
Pour les articles homonymes, voir Élément.
Les Éléments est un chœur de chambre professionnel créé à Toulouse en 1997 par le chef de chœur Joël Suhubiette.

## Parcours
Défenseur du répertoire a cappella, le chœur de chambre Les Éléments est devenu, sous la direction de Joël Suhubiette, un instrument de haut niveau au service de la création. Les Éléments et leur chef travaillent en étroite collaboration avec certains grands compositeurs contemporains (Zad Moultaka, Patrick Burgan, Philippe Hersant…) à qui ils commandent régulièrement des œuvres.
Joël Suhubiette porte également une grande attention à la restitution du répertoire ancien et sa renommée a amené Les Éléments à collaborer avec les meilleurs ensembles instrumentaux français  comme la Chambre Philharmonique (Emmanuel Krivine), le Cercle de l'Harmonie (Jérémie Rhorer), l'orchestre national du Capitole (Tugan Sokhiev), les Talens Lyriques (Christophe Rousset) pour l'interprétation d'œuvres du répertoire classique (Requiem de Mozart, Cantates, Motets et Messe en si mineur de Johann Sebastian Bach, Requiem de Fauré, Lord Nelson mass de Joseph Haydn) et se produisent sur les grandes scènes nationales (Théâtre des Champs-Élysées, Halle aux Grains de Toulouse, Odyssud de Blagnac, Cité de la musique à Paris…).
Ancrés à Toulouse, Les Éléments effectuent aussi chaque année une tournée dans leur région, en donnant une représentation dans chaque département de Midi-Pyrénées.
En 2005, le chœur est lauréat du Prix Liliane Bettencourt pour le chant choral, décerné en partenariat avec l’Académie des beaux-arts. Ce prix récompense la qualité musicale de l’ensemble et son travail autour du répertoire a cappella contemporain.
Les Éléments ont été récompensés par la Victoire de la musique classique de l'ensemble vocal de l'année en 2006. Joël Suhubiette a été fait chevalier dans l'ordre des Arts et des Lettres en 2007 puis promu au grade d’officier le 16 janvier 2014.

## Discographie
L'ensemble enregistre sous différents labels discographiques, tels Hortus, L'Empreinte digitale, Mirare, Naive et Virgin.

### Sous la direction de Joël Suhubiette
- Pierre Jodlowski. L'Aire du Dire.DVD (Eole Records)
- Méditerranée Sacrée. polyphonies anciennes et modernes en latin, arabe, araméen et grec ancien (L’empreinte Digitale)
- Zad Moultaka, Visions (L'Empreinte digitale)
- Vincent Paulet, De Profundis, Suspiros (Hortus)
- Philippe Hersant, Œuvres pour chœur (Virgin Classics)
- Ralph Vaughan Williams, Full fathom five et autres textes de Shakespeare mis en musique au XXe siècle (Hortus)
- Tôn-Thât Tiêt, Les Sourires de Bouddha (Hortus)
- Gabriel Fauré, Francis Poulenc, Maurice Duruflé, Jehan Alain, Ave Verum / Jeux d’Orgues en Yvelines (Naïve)
- Camille Saint-Saëns, Motets (Hortus)
- Alfred Desenclos, Messe de Requiem, Motets (Hortus)
- Iberia : Polyphonies espagnoles et portugaises de la renaissance à aujourd’hui (27-30 juin 2017, Mirare)

### Sous la direction d’autres chefs
- Cherubini, Lodoïska. Le Cercle de L’Harmonie – direction, Jérémie Rhorer(Ambroisie-Naïve)
- Jean Gilles, Te Deum et Messe en ré – Orchestre lesPassions – direction, Jean-Marc Andrieu (Ligia Digital)
- Jean Gilles, Lamentations et Motet – Orchestre lesPassions – direction, Jean-Marc Andrieu (Ligia Digital)
- Jean Gilles, Requiem, avec l'Orchestre les Passions, direction Jean-Marc Andrieu
- Georges Bizet, Carmen, avec l'Orchestre national du Capitole de Toulouse, direction Michel Plasson (EMI)
- Hector Berlioz par Roberto Alagna, avec l'Orchestra of the Royal Opera House Covent Garden, direction Bertrand de Billy (EMI)
- Hector Berlioz, Œuvres chorales, avec l'Orchestre National du Capitole de Toulouse, direction Michel Plasson (EMI)
- Airs d’Opéra français, avec Natalie Dessay et l'Orchestre national du Capitole de Toulouse, direction Michel Plasson (Virgin Classics)
- Georges Enesco, Vox Maris, Symphonie n° 3, avec l'Orchestre national de Lyon, direction Lawrence Foster (EMI)
- Antonio Vivaldi, Orlando furioso, avec l'ensemble Matheus, direction Jean-Christophe Spinosi (Naïve)
- Ludwig van Beethoven, Symphonie n° 9 en ré mineur op. 125, avec la Chambre philharmonique, direction Emmanuel Krivine (Naïve)